# Csikós Tibor
Csikós Tibor (Martonos, 1957. augusztus 22. –) festő- és grafikusművész, rajztanár.

## Élete
Csikós Tibor 1957-ben született Martonoson (Jugoszlávia). Újvidéki tanulmányai után Gerzson Pálhoz került Budapestre, a Képzőművészeti Főiskolára. A szakmát francia mestereknél mélyítette el.
Első figuratív korszakában bohócok majd motorosok jelennek meg tusrajzain. Akvarelleket is fest, népi motívumok, fejvariációk, aktok jellemzik munkáit. Később képei geometrikus ábrákból, körökből, halmazokból, vonalakból épülnek fel logikus rendszerben. A zebegényi Szőnyi István Képzőművészeti Szabadiskola tanára (tűzzománc, kerámia, rajz, festés).
2002-ben Göteborgba (Svédország) költözött és családot alapított. Tevékeny tagja a göteborgi magyar művészek körének. 2007 tavaszán elnyert ösztöndíjjal a Kínai Népköztársaságban folytatott tanulmányokat.

## Tanulmányok
- 1972–1976 Újvidék, „Bogdan Suput” Iparművészeti Szakközépiskola
- 1977–1981 Budapest, Magyar Képzőművészeti Főiskola, mestere Gerzson Pál
- 1986–1987 Párizs, „Atelier 63” sokszorosító grafikai műhely, mestere Joelle Serve
- 1987–1988 Párizs, „Atelier 17” sokszorosító grafikai műhely, mestere S.W. Hayter

## Kiállításai, munkái

### Válogatás egyéni kiállításaiból
- 1984 Magyarkanizsa, (Jugoszlávia), Amatőr színház
- 1984 Pécs, Ifjúsági Ház
- 1985 Szezsana (Szlovénia), Mala Galerija
- 1987 Párizs, Bernanos Galéria
- 1990 Szabadka, Városi Könyvtár Galériája
- 1992 Budapest, Galéria 11
- 1993 Budapest, Mű-terem Galéria
- 1994 Budapest, A HÁZ Galéria
- 1995 Szeged, IH Galéria
- 1996 Budapest, FMK Galéria
- 1996 Budapest, Grafikai Galéria 22
- 1997 Budapest, Duna Galéria
- 1997 Szeged, IH Galéria
- 1998 Budapest, Merlin Színház Galériája
- 1998 Zenta, Városi Könyvtár Galériája
- 1999 Budapest, Újlipótvárosi Klub-Galéria
- 2000 Magyarkanizsa, Munkásegyetem Galéria
- 2003 Budapest, Galéria IX.
- 2004 Budapest, ART9 Galéria
- 2004 Göteborg (Svédország), Cosmopolitan Galleri
- 2005 Göteborg, KCV Galleri
- 2007 Kunming (Kínai Népköztársaság) Nordica Gallery
- 2008 Szabadka (Szerbia) Képzőművészeti Találkozó Galériája
- 2009 Magyarkanizsa (Szerbia) Dobó Tihamér Galéria
- 2009 Budapest, Art9 Galéria (Åke Staffanssonnal együtt)
- 2011 Lerum (Svédország) Dergårdsgalleriet
- 2011 Budapest, Galéria IX, "Talált formák"
- 2012 Újvidék. ULUV galéria
- 2014 Zenta,Városi Múzeum Galériája "Három évtized történései"
- 2018 Magyarkanizsa, Dobó Tihamér Galéria "Rétegek"
- 2020 Egyéni kiállítás Erdély Dániellel
- Galery & More, Göteborg, (Svédország) "Spidron och processer"
- 2022 Törökbálint, Falumúzeum Galériája "Körök kertjei"
- 2024 Budapest, Polgár Centrum - Újpest Galéria "Grafikai és festészeti folyamatok"

### Válogatás csoportos kiállításaiból
- 1987 Párizs, Cité Internationale des Arts
- 1987 Párizs, Galerie Bernanos
- 1987 Párizs, Galerie d'Art Contemporaine Yougoslave
- 1988 Párizs, Centre Culturelle Yougoslave
- 1988 Grenoble, A szabadkai művészek kiállítása
- 1990 Makó, A grafikai művésztelep kiállítása
- 1991 Marly-le-Roi (Franciaország) I.N.J.E.P. Université d'été kiállítás
- 1994 Eger, Akvarell Biennálé
- 1995 XIII. Debreceni Országos Nyári Tárlat
- 1996 Miskolc, XVIII. Országos Grafikai Biennálé
- 1996 Budapest, Moholy emlékkönyv – Vigadó Galéria
- 1997 Budapest, Síkplasztikák – Újpest Galéria
- 1997 Prága, III. PRAHA GRAPHIK – „Mladafronta” Galéria
- 1997 Budapest, Budapest 125 – Budapest Galéria
- 1997 Szekszárd, II. Országos Színesnyomat Grafikai kiállítás
- 1998 Salgótarján, IX. Országos Rajzbiennálé – Nógrádi Történeti Múzeum
- 1999 Budapest, „Káosz és rend” – Vigadó Galéria
- 1999 Szekszárd, „Betű a képen” II. Szekszárdi Festészeti triennálé – Művészetek Háza
- 2000 Szeged, „máskor, máshol” Móra Ferenc Múzeum Képtára
- 2000 Miskolc, XX. Országos Grafikai Biennálé, Miskolci Galéria
- 2000 Szekszárd, III. Országos Színesnyomat Grafikai Kiállítás, Művészetek Háza
- 2000 Salgótarján, X. Országos rajzbiennálé, Nógrádi Történeti Múzeum
- 2000 Budapest, Marticák 2000 Elektrografikai kiállítás Vigadó Galéria
- 2000 Budapest, Dialógus-festészet az ezredfordulón – Műcsarnok
- 2000 Budapest, Feketén – Fehéren – grafika – Műcsarnok
- 2002 Fiume, (Horvátország) Nemzetközi rajzbiennálé, Modern galéria
- 2003 Göteborg, Cosmopolitan Galleri
- 2003 Kolozsvár, (Románia) 4. Nemzetközi Biennálé „Kis Magyar elektrografika”
- 2004 Turku (Finnország) Galleria Joella Turun Taidegaafikot, Art Union Of Hungarian Engravers and Lithographers
- 2004.Göteborg, Galleri Cosmopolitan
- 2004 Miskolc XXII. Grafikai biennálé
- 2005 Göteborg, Galleri Cosmoplitan
- 2005 Budapest, ’33’ (Harminchárman) Hotel Hilton West End
- 2005 Göteborg, Världskulturmuseum
- 2005 Göteborg, Cosmopolitan Galleri
- 2005 Szekszárd IV. Festészeti Triennálé, Farkas István emlékére
- 2006 Göteborg, Galleri KCV
- 2006 Malmö, Mångfald – Rådhushallen
- 2007 Göteborg , Konstmässa, Galleri Cosmopolitan
- 2008 Göteborg, Galleri Cosmopolitan, Új Delhi (India) MGSZ
- 2009 Temerin, Veterán TAKT, Tallinn (Észtország) MGSZ
- 2010, Jönköping Göteborsgrafiker, Göteborg MGSZ, Konstmässa, Kis képek nemzetközi kiállítása ULUPUD Subotica," AMAZING GRAPHICS" Stadsbiblioteket – Göteborg,
- 2011 Göteborg, Cosmopolitan Galleri – Hu.Se-t 7., Grafik i Väst Galleri – Nya medlemmar, KonstRiket – Partille Kulturhus
- 2012 Zenta (Szerbia) "Művészet és műemlékvédelem II." zentai Városi Múzeum Galériája,
- 2013 Göteborg, i.Huset 9
- 2014 Göteborg, 3:e Våningen X, i.Huset 10, Marsstrand, Galleri Rådhusgatan sju "11 grafiker från KKV Gtbg"
- 2015 Konstrundan i Majorna, Galleri Majnabbe: Vårsalong, Göteborg, Galleri KC Väst "Hjul",
- 2016 Győr, Napóleon-ház "Határokon át", Budapest Ludwig Múzeum – Kortárs Művészeti Múzeum: "Képtaktikák"( Makói Grafikai Művésztelep 1977-1990), Göteborg, Galleri Majnnabe Vårsalong 2016, Göteborg Stadsbibliotek: Kontraster, Dunaszerdahely (Slovakia) Csallóközi Múzeum " Amikor megszűnt a félelem"
- 2017 Göteborg, Gallery Majnabe,
- 2018 Göteborg, Konstrunda i Majorna, "Dimensioner" Galleri And More
- 2019 , Zenta Múzeum galériája"Hommage",
- 2000 KCV Galéria Göteborg "Teckning" ,
- 2021 Zenta, Városi Múzeum, "Mentés másként" Zentai Művésztelep Kiállítása,
- 2022 Göteborg, Galleri KCV  "Ljus"
- 2022 Budapest, MKISZ "Kis kép szalon V."
- 2023 Nyergesújfalu "VI. Nemzetközi Pasztell Triennálé"
- 2023 Budapest, MKISZ "Kis kép Szalon VI."
- 2024 Győr, VOKE Arany János Művelődési Ház "GYŰJTŐPONT"
- 2024 Budapest, MKISZ galéria "Grafikai gondolatok"
- 2024 Csíkszereda (RO), Megyeháza galéria "Képtörténetek" MFT kiállítása

### Nyilvános gyűjtemények
- Szabadka, (Jugoszlávia) Likovni Susret – Képzőművészeti Találkozó
- Novi Pazar, Sopocanska vidjenja gyűjtemény
- Djevdjelija, (Macedónia) Graficka kolonija gyűjtemény
- Budapest K+K Hotel Opera gyűjteménye

### Díszletei
- 1986 – Szabadka, (Jugoszlávia) Narodno Pozoriste- Népszínház, Göncz Árpád: „Magyar medea”

### Publikációi
- 1980 – ”Új Symposion” Újvidék (Jugoszlávia) Csikós Tibor: AESOPUS MESÉI, Szabó Vladimir kiállítása a budapesti Műcsarnokban
- 1990 – ”Új Symposion”n.296. Újvidék (Jugoszlávia) Csikós Tibor: A kínai fametszet technológiája

### Bibliográfia (válogatás)
- 1981 – Tolnai Ottó: ”A kanizsai csoport első kiállítása” 7 NAP hetilap, Szabadka, (Jugoszlávia)
- 1984 – Tari István: ”A bohócról majd máskor” KÉPES IFJÚSÁG hetilap, Újvidék
- 1984 – Sebök Zoltán: ”Bohócok” 7 NAP hetilap, Szabadka
- 1985 – Sebök Zoltán „ A dolgok másik oldala” KÉPES IFJÚSÁG, Újvidék
- 1988 – Anonim :„Talents á affirmer, trés forts” LA VOIX DE L'AISNE (Franciaország)
- 1989 – Gajdos Tibor: „Kiemelkedő komoly művészeti színvonal” 7 NAP, Szabadka
- 1998 – Kovács Á. Veronika: „Minták és halmazok” ÚJ MŰVÉSZET, Budapest
- 1999 – Dombrovszky Ninette: „Körök és gesztusok” ÚJ MŰVÉSZET, Budapest
- 2004 – Bogácsi Erzsébet „A körök bozótosa, tisztása” NÉPSZABADSÁG, február 23., Budapest
- 2004 – P. Szabó Ernő : „Folyamatok – Csikós Tibor kiállítása” ÚJ MŰVÉSZET, XV.11., Budapest
- 2007 – A martonosi napraforgóföld színei egy kínai kiállításon . Az újvidéki Magyar Szó cikke, LXIV. évf. (2007. augusztus 24.) 197. sz., 9. p[3]
- 2008 Ninkov Kovacsev Olga: A KÓKUSZDIÓ SZÉTTÖRÉSE Csikós Tibor kiállítása a szabadkai Képzőművészeti Találkozóban, 2008-ban , 7NAP, Szabadka
- 2009 „A világot járt festőművész” K. Aranka beszámolója az Új Kanizsai Újságban, valamint a Magyarkanizsai József Attila könyvtár honlapján
- 2009 Ninkov Kovacsev Olga: Csikós Tibor 2008-as cím nélküli alkotásáról, Vajdaság Ma portál
- 2009 Dékei Krisztina írása az Új Művészetben „Csikós Tibor és Åke Staffansson kiállítása az Art 9 galériában Budapesten”
- 2010 Jönköpig Posten, Maria Campbell kritikája "En ny Zijo och främmande fåglar i väst" „Egy új Zijo és idegen madarak nyugaton”
- 2010 Péter lászló DERENGŐ SZÍNÖZÖN 2010.12.27. Péter lászló tollrajza Csikós Tibor festészetéről az újvidéki Magyar Szó (Üveggolyó) hasábjain.
- 2011 Lerums Tidning. Internationell i galleriet (Lerum, Svédország)
- 2011 Lerums Tidning, Peter Welling „Tilbaka till det föreställande” (Vissza az ábrázolóhoz)
- 2012 Partille Tidning, Johanna Lundström” Bra taveltittarväder” (Jó idő képek megtekintéséhez)
- 2012 Szabadka, 7NAP, Sava Stepanov cikke „Belső rend és értelem”
- 2012 Magyar Szó – Kilátó Újvidék, Léphaft Pál „A rézkarc égő csipkebokra”
- 2013 Kulturtidningen Umeo (Svédország) cikke a HORISONT kiállítás kapcsán
- 2013 7NAP Szabadka, Gyurkovics Virág „Absztrakt kitérővel a figuralizmustól a figuralizmusig”
- 2014 Vajdaság Ma Portál H.G. „Csikós Tibor retrospektív kiállítása Zentán”
- 2015 Péter László: Csikós Tibor festészetéről és munkásságáról. Ághegy. 2015. 49-50 sz.[4]
- 2018 Új Kanizsai Újság, Valkay Zoltán: Expressziók körben, kör-körös expressziók.

## Díjai, elismerései
- 1990 Budapest, II. Digitart nemzetközi számítógépművészeti pályázat elismerés/Honoray Mention
- 1986–87 A francia kormány 8 hónapos művészeti ösztöndíja
- 2012 Zenta, Művésztelepi akvarell festés, III. díj